# Steven Van Hecke

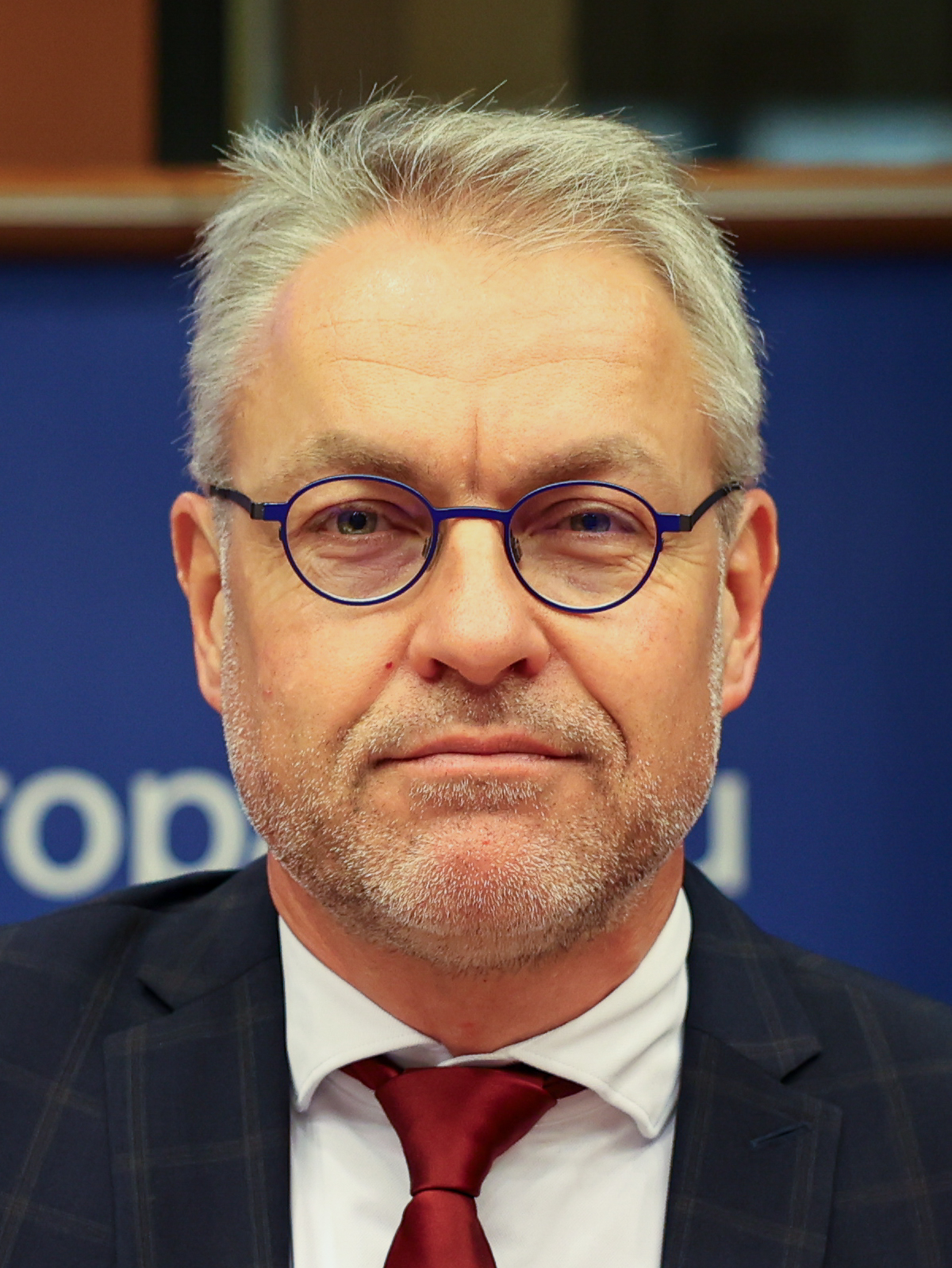
Steven Van Hecke (2024).

Steven Van Hecke (Gent, 14 september 1974) is een Belgisch politicoloog, docent en columnist.

## Levensloop
Steven Van Hecke studeerde wijsbegeerte en politieke wetenschappen aan de Katholieke Universiteit Leuven en European Integration and Co-operation aan de Universiteit van Hull in het Verenigd Koninkrijk. In 2005 promoveerde hij tot doctor in de sociale wetenschappen aan de KU Leuven. Hij was assistent en onderzoeker aan de KU Leuven en de Universiteit Antwerpen en visiting fellow aan het Robert Schuman Centre for Advanced Studies in Italië. Sinds 2017 is hij hoofddocent aan de faculteit Sociale Wetenschappen van de KU Leuven, waar hij verbonden is aan het Instituut voor de Overheid. Hij doceert tevens aan de KU Leuven Campus Kulak Kortrijk. In 2022 was hij Senior Research Fellow aan het Leibniz-Institut für Europäische Geschichte in Duitsland.
Van 2017 tot 2021 was hij voorzitter van KADOC, het Documentatie- en Onderzoekscentrum voor Religie, Cultuur en Samenleving van de KU Leuven. Hij is tevens titularis van het Wilfried Martens Fonds en het Fonds involvEU, lid van de redactie van het tijdschrift European Council Studies, Research Associate van het Wilfried Martens Centre for European Studies en lid van het wetenschappelijk comité van CIVITAS. Sinds 2022 is hij ondervoorzitter van de Vlaamse Adviescommissie voor Volksraadplegingen.
Van Hecke voert onderzoek naar Europese politieke partijen en studiediensten, EU-instellingen en Europese integratiegeschiedenis. Hij geeft regelmatig commentaar bij de Europese actualiteit in de Vlaamse media. Hij schrijft columns voor De Tijd en Tertio en was auteur voor de denktank Logia.

## Publicaties
- Christian democratic parties in Europe since the end of the Cold War, Leuven, Leuven University Press, 2004. (samen met Emmanuel Gerard)
- Regeringen die niet regeren. Het malgoverno van de Belgische politiek (1978-1981), Leuven, LannooCampus, 2008 (samen met Wim Heylen)
- Readjusting the Council Presidency. Belgian Leadership in the EU, Brussel, ASP, 2011 (samen met Peter Bursens)
- At Europe’s Service. The Origins and Evolution of the European People’s Party, Dordrecht, Springer, 2011) (samen met Thomas Jansen)
- De spelregels van de democratie. Kiesstelsels en partijsystemen, Brussel, ASP, 2013. (samen met Stefaan Fiers)
- Waarom Europa?, Leuven, Lannoo Campus, 2021. (samen met Kamiel Vermeylen)